# Büelwiesen

Karte des Quartiers

Büelwiesen ist ein Quartier der Stadt Winterthur, das zum Stadtkreis 3 (Seen) gehört.

## Geografie
Das Quartier liegt in der Mitte von Seen und ist rundherum mit anderen Quartieren umgeben. Nördlich des Quartiers liegt das Quartier Waser, die Grenze verläuft hier entlang der Hinterdorfstrasse. Im Südosten grenzt das Quartier Guggenbühl an Büelwiesen, von dem es grösstenteils durch die Tösstalstrasse sowie die Oberseenerstrasse getrennt ist. Auf der anderen Seite der Tösstalbahn liegen im östlich gelegen die Quartiere Sonnenberg und Oberseen.
Der Mattenbach fliesst durch Büelwiesen und wird vor dem Ortskern Seens eingedolt.

## Bildung

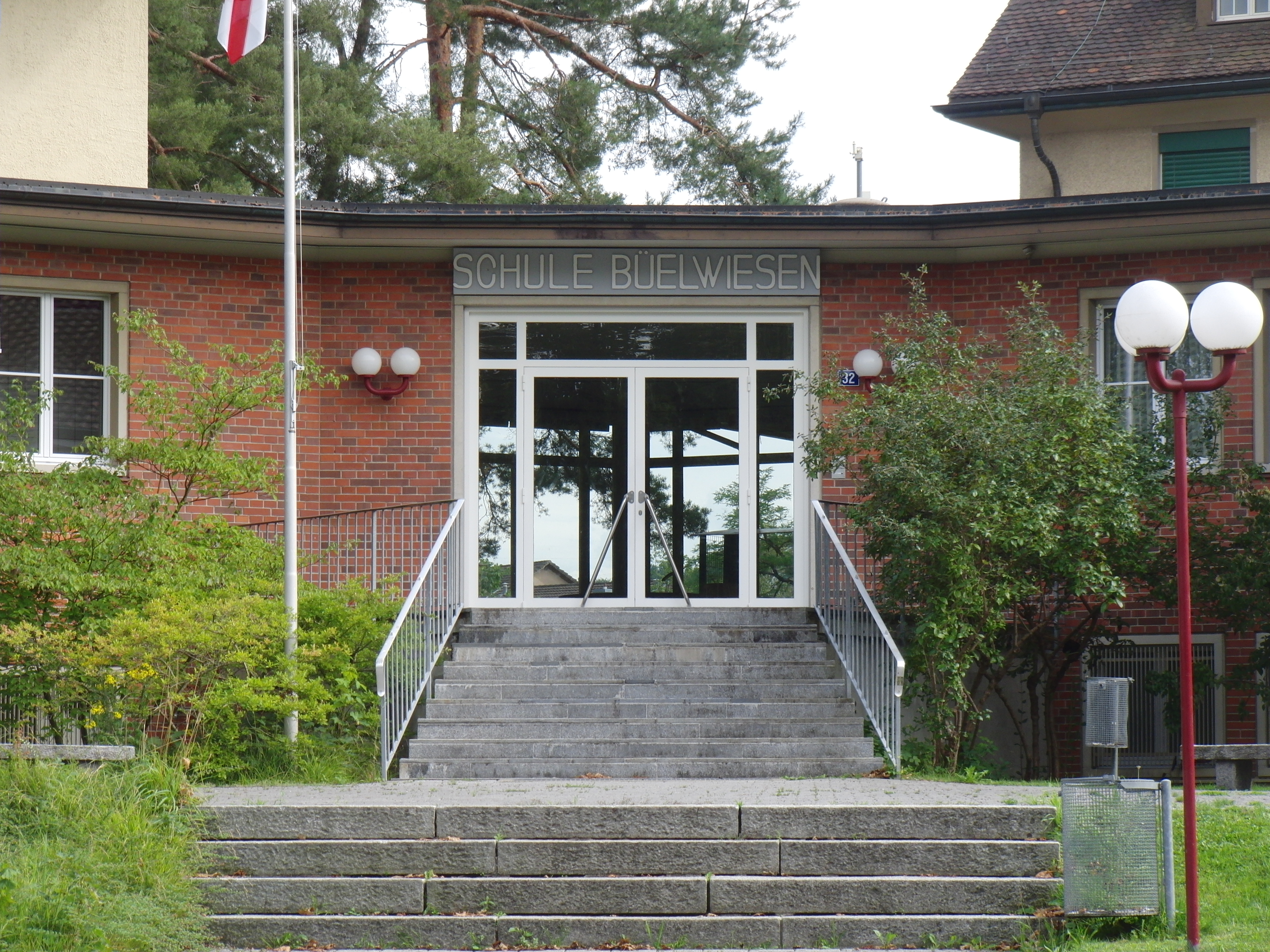
Eingang des Schulhaus Büelwiesen

Zentral im Quartier liegt die Sekundarschule Büelwiesen. Die Primarschule müssen die Schüler des Quartiers jedoch grösstenteils im Primarschulhaus Oberseen besuchen. Der zur Primarschule Oberseen gehörende Kindergarten Büelhofstrasse befindet sich jedoch im Quartier selbst, gleich gegenüber der Sekundarschule.
Weiterführende Schulen gibt es im Stadtzentrum.

## Bevölkerung
Der Ausländeranteil des Quartiers liegt im städtischen Durchschnitt und auch die Altersstruktur unterscheidet sich nicht in grösserem Masse vom städtischen Durchschnitt. Einzig der Anteil der über 65-Jährigen ist mit 20 % knapp einen Viertel über dem städtischen Durchschnitt von 15 %, jedoch nur einen Prozent über dem Schnitt des Stadtkreises Seen.

## Geschichte
Der westliche Teil des Quartiergebiets entlang der Tösstalstrasse sowie bei der Hinterdorfstrasse waren schon früh als Teil der ursprünglich eigenständigen Gemeinde Seen überbaut. Erste richtige Überbauungspläne für das gesamte Quartiergebiet stammen aus der Zeit des Zweiten Weltkriegs, als die Stadt im Rahmen des Bebauungsplan «Neudorf – Auf Pünten» die Überbauung des gesamten Gebiets zwischen Tösstalstrasse und der Bahnlinie erstmals skizzierte, auch wenn die heutige Überbauung mit den Pläne nicht mehr viel gemein hat. 1957 wurde im Zentrum des Quartiers das erweiterte Oberstufenschulhaus Büelwiesen eröffnet, dass die damals steigenden Schülerzahlen der Quartiere Mattenbach und Sonnenberg bewältigen sollte. Die tatsächliche, grossmehrheitliche Überbauung des restlichen Quartiergebiets abseits der Tösstaler-, Kanzlei- und Oberseenerstrasse begann wie im restlichen Seen mit dem Bauboom in den 1970er-Jahren. In dieser Zeit entstand 1973 auch das Einkaufszentrum Seen an der Kanzleistrasse an der damals noch «Turnhalle» (heute «Zentrum Seen») genannten Bushaltestelle. Elf Jahre später wurde an derselben Strasse der Neubau der Post Seen eröffnet.

## Verkehrsanbindung
Der Bahnhof Winterthur Seen befindet sich im Norden des Quartiers und bietet direkte S-Bahn-Verbindungen ins Winterthurer Stadtzentrum und nach Zürich an.
Das Quartier wird ebenfalls von mehreren Buslinien von Stadtbus Winterthur erschlossen: Die Trolleybuslinie 2 (Wülflingen–HB–Seen) verkehrt von der Tösstalstrasse her kommend über die Kanzleistrasse zur Endstation Bahnhof Seen. Durch die Kanzleistrasse fährt ebenfalls die Buslinie 9 (Seen–Klösterli Iberg–Eidberg), die vom Bahnhof Seen her die Seemer Aussenwachten erschliesst. Ebenfalls in der Nähe des Bahnhofs an der Landvogt-Waser-Strasse hält die Trolleybuslinie 3 (Rosenberg–HB–Oberseen) auf Quartiergebiet und ist auch ausserhalb des Quartiergebiets für die Bewohner des südlichen Quartierteils die nächste Anbindung an den öffentlichen Verkehr.
Ausserdem grenzt das Quartier im Westen an die Tösstalstrasse, die als Hauptstrasse das Winterthurer Stadtzentrum mit dem Tösstal verbindet.